# Paul von Eitzen
Paul von Eitzen, född 1521 i Hamburg, död 1598, var en tysk luthersk teolog. 
Han kom 1539 till Wittenberg, där han särskilt påverkades av Melanchthon, till vars mildare riktning han under de senare stridigheter slöt sig. År 1549 blev han präst, 1555 superintendent i sin hemstad. Hertig Adolf av Holstein-Gottorp gjorde honom 1562 till sin hovpredikant och superintendent i Slesvig. Där sökte han bland annat, dock utan varaktig framgång, verka för en pedagogi i Slesvig. Hans huvudverk är Ethicæ doctrinæ libri IV (1571-73). Han motsatte sig Konkordieformelns införande i Slesvig.